# Bạch tuộc khổng lồ

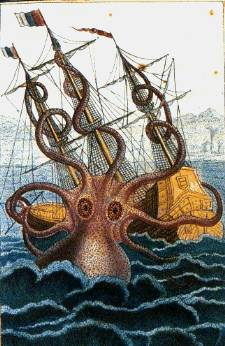
Pierre Dénys de Montfort, 1801, từ báo cáo của các thủy thủ Pháp về việc tấn công của sinh vật bí ẩn ngoài khơi Angola.

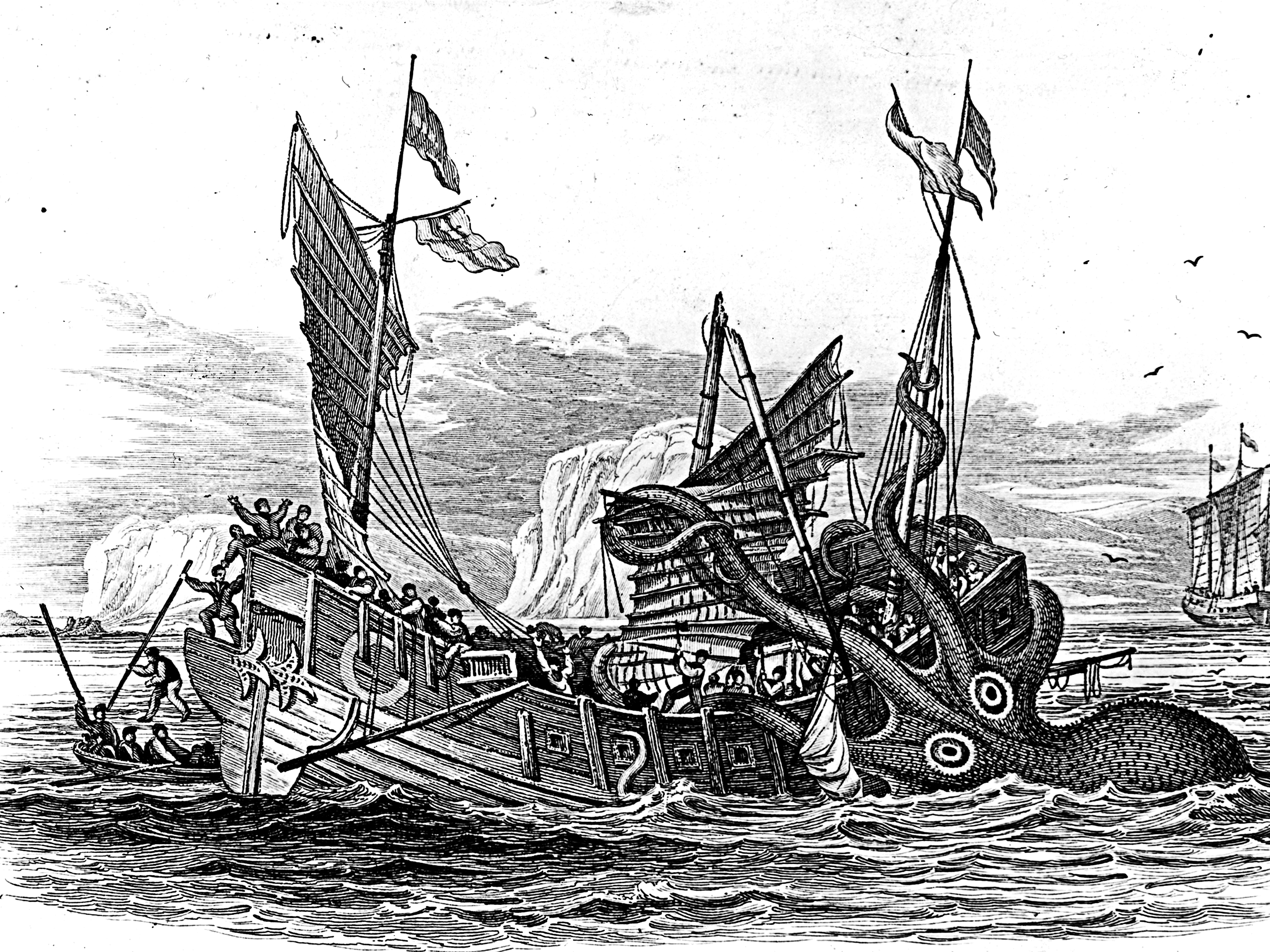
"Bạch tuộc khổng lồ" tấn công tàu buôn của Pierre Dénys de Montfort.

Bạch tuộc khổng lồ (tiếng Anh: gigantic octopus) là một loài quái vật biển khổng lồ có hình dạng con bạch tuộc trong truyền thuyết được cho là tồn tại ở ngoài khơi Na Uy (tiếng Na Uy là Kraken), Iceland và nhiều vùng biển trên thế giới. Kích thước khổng lồ và sự xuất hiện đáng sợ khiến chúng trở thành một trong những quái vật phổ biến nhất trong các tác phẩm hư cấu (xem Hình tượng bạch tuộc trong văn hóa). Truyền thuyết về bạch tuộc khổng lồ, kẻ thù không đội trời chung với cá nhà táng, có thể khởi đầu từ việc quan sát mực khổng lồ, loài sinh vật có thể phát triển tới 13m - 15m chiều dài, kể cả tua miệng. Một số trường hợp ghi nhận có con dài tới 24m. Những sinh vật này thường sống ở độ sâu rất lớn, nhưng đã được nhìn thấy tại bề mặt và được báo cáo đã "tấn công" những con tàu. Năm 1877, người ta mới bắt gặp một xác chết loài bạch tuộc này trôi dạt vào ven bờ Đại Tây Dương. Con bạch tuộc này dài 18m, mắt có đường kính là 30 cm, giác ở tua miệng to hơn cả một chiếc mũ, cả cơ thể nặng tới 1 tấn, nặng nhất trong các loài vật không xương sống đã biết.